# جوزپه اینکوچیاتی
جوزپه اینکوچیاتی (ایتالیایی: Giuseppe Incocciati؛ زادهٔ ۱۶ نوامبر ۱۹۶۳) بازیکن فوتبال اهل ایتالیا است.

## باشگاهی
از باشگاه‌هایی که در آن بازی کرده‌است می‌توان به باشگاه فوتبال آسکولی، باشگاه فوتبال بولونیا، باشگاه فوتبال آتالانتا، باشگاه فوتبال پیزا، باشگاه فوتبال امپولی، باشگاه فوتبال آ.ث. میلان، و باشگاه فوتبال ناپولی اشاره کرد.

## تیم ملی
وی همچنین در تیم ملی فوتبال زیر ۲۱ سال ایتالیا بازی کرده‌است.